# Adolphe Niel

Adolphe Niel

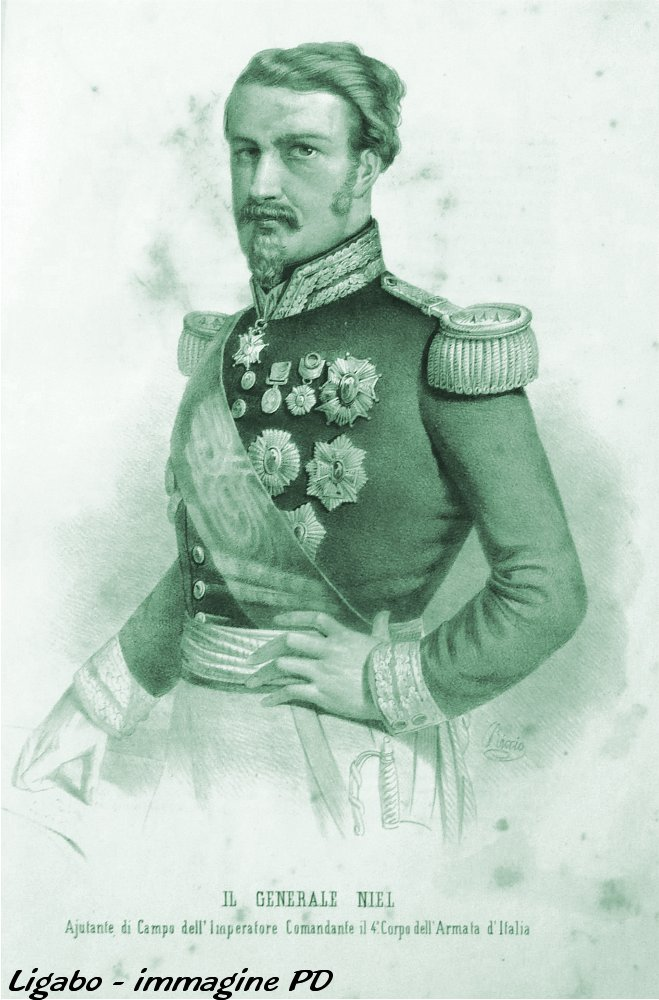
Adolphe Niel auf einer Darstellung von 1859

Adolphe Niel (* 4. Oktober 1802 in Muret, Haute-Garonne; † 14. August 1869 in Paris) war Marschall von Frankreich und Kriegsminister.

## Leben
Niel erhielt seine Bildung 1821–27 auf der École polytechnique in Paris und der Applikationsschule in Metz, wurde 1827 Leutnant, 1831 Hauptmann bei den Pionieren, ging 1836 nach Afrika und erwarb sich bei dem Sturm auf Konstantine den Rang eines Bataillonschefs.
Seit 1846 Oberst, leitete Niel bei der römischen Expedition 1849 die Belagerungsarbeiten und wurde in der Folge zum Brigadegeneral befördert. Darauf übernahm er im Kriegsministerium die Pionierabteilung, wurde zum Staatsrat im außerordentlichen Dienst und 1853 zum Divisionsgeneral ernannt. Er leitete im Krimkrieg als Kommandant des Geniekorps der Ostsee-Expedition den Angriff auf die Festung Bomarsund (11.–16. August 1854) und ging, inzwischen zum Adjutanten Napoléon III. ernannt, im Januar 1855 auf die Krim, um über die Pionierarbeiten vor Sewastopol zu berichten. Im April zum Oberbefehlshaber des gesamten Pionierwesens der französischen Belagerungsarmee ernannt, hatte er wesentlichen Anteil am endlichen Fall Sewastopols. 1857 wurde er zum Senator ernannt.
Während des Sardinischen Krieges 1859 zeichnete Niel sich als Kommandierender General des IV. Armeekorps in der Schlacht von Magenta, besonders aber in der Schlacht von Solferino (24. Juni), wo er den rechten Flügel befehligte und gegen doppelte Übermacht standhielt, aus. Dafür wurde er noch im Juni des Jahres zum Marschall von Frankreich ernannt. Im August 1859 erhielt er das Kommando des VI. Armeekorps in Toulouse. Als Napoleon III. durch die Französische Intervention in Mexiko nach 1866 zu einer Reorganisation der Armee schreiten musste, wurde Niel am 20. Januar 1867 zum Kriegsminister ernannt und brachte trotz der starken Opposition, die die Erhöhung der Opfer an Geld und Menschen beim Gesetzgebenden Körper fand, das neue Armeegesetz – allerdings nicht ohne bedenkliche Änderungen – durch. Auch führte er in der Ausrüstung, im Exerzitium etc. durchgreifende Neuerungen ein, beschaffte das Chassepotgewehr in kürzester Frist, ergänzte die Vorräte und erweiterte die Befestigungen von Metz.
Ehe er aber die Reorganisation des Heers vollendet hatte, starb er 14. August 1869 an den Folgen einer Operation. In Muret wurde ihm ein von Crank gestaltetes Denkmal errichtet.
Ihm zu Ehren wurde eine 1864 in den Handel eingeführte gelbe Teerose benannt (Maréchal Niel), die u. a. aufgrund ihrer Farbe und ihres intensiven Duftes beim Publikum sehr bald zu einer der beliebtesten Rosen avancierte.